# CSMD2
Protein chứa domain CUB và sushi 2 (tiếng Anh: CUB and sushi domain-containing protein 2) là protein ở người được mã hóa bởi gen CSMD2.